# كلاديون ليندني
كلاديون ليندني (الاسم العلمي:Caladium lindenii) هو نوع من النباتات يتبع جنس الكلاديون من الفصيلة اللوفية. سمي هذا النوع نسبةً إلى عالم النبات البلجيكي جان جول ليندن.